# 虎走かける
虎走 かける（こばしり かける、1986年 - ）は、日本の女性小説家、ゲームシナリオライター。東京都出身。放送大学卒業。2013年、『ゼロから始める魔法の書』で、第20回電撃小説大賞受賞。

## 経歴
寅年の射手座生まれ。東京の下町で育つ。小学生の頃の国語の授業と、菊地秀行の『魔界都市ブルース』を読んだことをきっかけに小説を書きはじめる。また幼少期から中世ヨーロッパ風の品々に関心があったことや、『バーティミアス』、『ダレン・シャン』、『セブンスタワー』等の海外の児童文学の影響から、ファンタジー小説家を志すようになる。
第15回電撃小説大賞に応募するも、第二次選考で落選。数年後さらに少女向けのレーベルに応募し、最終選考で落選するも、第20回電撃小説大賞において、虎走こけた名義で応募した『ゼロから始める魔法の書』が大賞を受賞。受賞作は加筆訂正の後、虎走かけるのペンネームで2014年2月10日に電撃文庫より刊行され、小説家としてデビューする。デビュー作の『ゼロから始める魔法の書』は、2014年12月より漫画版が始まった他、2015年10月にはスピンオフ漫画の連載もスタート、さらに2017年にはテレビアニメ化されるなど、メディアミックスが行われている。シリーズは2017年12月刊行の第11巻にて第一部終了とし、一旦完結する。
2018年8月、講談社ラノベ文庫にて、『ゼロから始める魔法の書』の続編にあたる『魔法使い黎明期』を開始する。『魔法使い黎明期』も前作と同様、漫画化、およびテレビアニメ化等のメディアミックスが行われている。
2019年にはスマートフォン向けゲーム『クロス×ロゴス』のメインシナリオを担当した。

## 人物・作風
王道冒険物やラブコメが好きと語り、デビュー作『ゼロから始める魔法の書』に関しても「大好きなファンタジーで、大好きな王道を書こう」という思いで執筆したと語っている。またデビュー作の主人公に獣人を据えるなど、人外のキャラクターに対する思い入れがある。ただしケモナーかと言われれば「個人的にはそうでもないと思っている」と発言したこともある。この理由については、獣人に限らずロボットや妖怪等、「ありとあらゆる差のある関係が好き」だからとしている。好きな物として他にゲーム、児童文学、絵本、漫画、映画等も挙げており、デビュー作の着想を得た作品として『指輪物語』、『ダレン・シャン』、『キノの旅』、『スレイヤーズ』といった小説作品や、『BASTARD!! -暗黒の破壊神-』、『ベルセルク』などの漫画作品を挙げている。なお工業高校出身であり女子生徒がクラスに自分一人という学校生活を送ったため、学園小説は書けないという。
作品を執筆する際は、まずキャラクターを考え、そこからキャラクターに紐付けする形で設定やストーリーを膨らませてプロットを作成していくスタイルを採っている。さらに文章のリズムや物語のテンポを常に意識している他、どのキャラクターが発言しているか等の些細な点で読者の気が逸れないようにすることや、難しい言葉や漢字を出来る限り使わないといった点にも気を遣っているという。
趣味は小説の執筆と遊園地に行くこと。

## 作品リスト

### 小説
- ゼロから始める魔法の書（2014年-2017年、電撃文庫、全11巻）
- 魔法使い黎明期（2018年-2022年、講談社ラノベ文庫、全6巻）
- 『呪イアツメ』シリーズ
  - 呪イアツメ① 死人のコレクション（2021年8月、青い鳥文庫）
  - 呪イアツメ② 患者のコレクション（2022年1月、青い鳥文庫）
  - 呪イアツメ③ 生け贄のコレクション（2022年6月、青い鳥文庫）

#### その他
- ワールド エンド エクリプス 〜チョップスの憂鬱〜 （Web上、短編小説、2016年2月[16]）
- SHAMAN KING FAUST8 「永遠のエリザ」（講談社KCデラックス、2018年11月[17]）
- サキュバスアイドルの契約者 ボクっ娘サキュバスと秘密のルームシェア（2019年10月、講談社ラノベ文庫）

### ゲームシナリオ
- 『唯一性ミリオンアーサー』（ソーシャルゲーム、一部シナリオ、2013年）
- 『東京放課後サモナーズ』（ソーシャルゲーム、一部シナリオ、2018年）
- 『クロス×ロゴス』（ソーシャルゲーム、メインシナリオ、2019年）

### アニメ
- 魔法使い黎明期（原作・文芸、2022年）

### 作詞
- ▽▲TRiNITY▲▽「インプリンティング」（2022年）